# Hexatoma (Eriocera) plecioides
Hexatoma (Eriocera) plecioides is een tweevleugelige uit de familie steltmuggen (Limoniidae). De soort komt voor in het Oriëntaals gebied.